# Cocina Hermanos Torres
Cocina Hermanos Torres és un restaurant de Barcelona creat el 2008 i dirigit pels germans xefs Javier i Sergio Torres.
El restaurant, ubicat a una antiga nau industrial de 800 metres quadrats al número 20 del carrer de Taquígraf Serra, al barri de les Corts, inaugurat el juny del 2018, dos anys després d'obrir Dos Cielos a Madrid i recent tancat el de Barcelona. Només un any després de a seva inauguració, l'any 2020 va rebre dues estrelles Michelín, després li seguiria una l'Estrella Verda el 2021, una distinció que premia aquells restaurants que tenen com a base de la seva filosofia la sostenibilitat i l'economia circular. El 2022 rebria la tercera Estrella Michelín, passant a formar del grup selecte de restaurants que amb tres estrelles Michelín.